# Звягинцева, Татьяна Дмитриевна
Татьяна Дмитриевна Звягинцева (род. 15 декабря 1946, Гродно, Гродненская область, БССР) — советский и украинский учёный в области гастроэнтерологии. Доктор медицинских наук (1994), профессор (1996).

## Биография
Окончила Харьковский медицинский институт (1971). С 1973 в Харьковской медицинской академии последипломного образования ( в 1973-1980 — ассистент кафедры терапии, в 1980-1994 — доцент кафедры гастроэнтерологии, в 1994-2000 — профессор кафедры гастроэнтерологии, с 2000 — заведующая кафедры гастроэнтерологии ).

## Научные труды
- «Хронический панкреатит». Х., 2004 (співавт.);
- «Сучасні підходи до діагностики хронічних захворювань кишечника» // Укр. терапевт. журн. 2005. № 2;
- «Купирование абдоминальной боли: современное состояние проблемы» // СМед. 2006. № 2.
- «Синдром хронической дуоденальной непроходимости», 2007